# ビラボン

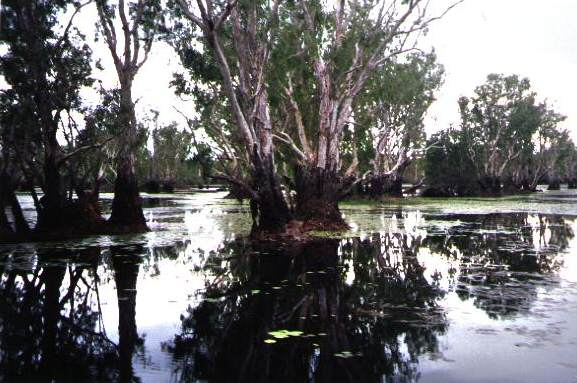
カカドゥ国立公園のイエロー・ウォーターズ・ビラボン

ビラボン (Billabong) は、オーストラリア英語で三日月湖、水路にある流れの無い水溜まりを指す。ビラボンは通常小川、河川の流れが変わるところに出来る。オーストラリア先住民の言葉で、"ビラ" (billa) は"小川" (creek)、"ボン" (bong) は"死" (dead) を意味する。
ビラボンはオーストラリア文学にしばしば登場する事がある。バンジョー・パターソンの「ワルチング・マチルダ」の最初の部分の歌詞がよく知られている。
ビラボンはオーストラリアのサーフィン衣料、「Billabong」にも付けられている（下記外部リンク参照）。ビラボン・プロというサーフ大会が開かれる。
西オーストラリア州パース、Peter's companyで売られているアイスクリームの名前にも付けられている。